# Žaiginys
Žaiginys is een plaats in het Litouwse district Kaunas. De plaats telt 380 inwoners (2001).